# 居氏牙䱛
居氏牙䱛為輻鰭魚綱鱸形目鱸亞目石首魚科的其中一種，分布西印度洋的印度及巴基斯坦海域，體長可達39公分，棲息在沿海海域，屬肉食性，以甲殼類、腹足類、橈腳類、魚類等為]食，可做為食用魚。